# 谷河梅人

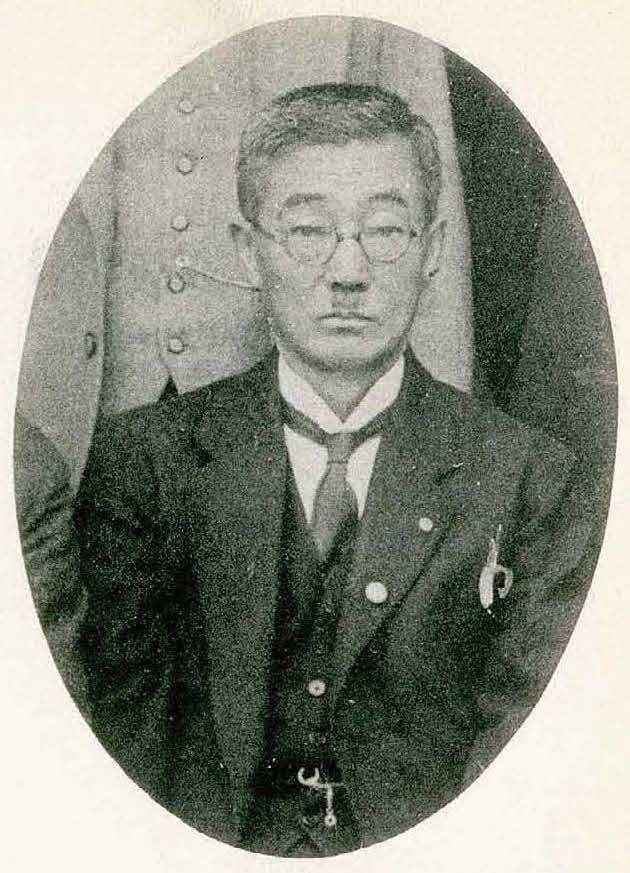
谷河梅人

谷河 梅人（たにかわ うめんど、1874年（明治7年） - ?）は、日本新聞社記者。

## 経歴
盛岡生まれ。郷里の中学校を卒業。1897年12月、慶應義塾大学部文科を卒業後、栃木県立宇都宮中学校の教員となり、転じて茨城県立水戸中学校の教員となる。その後陸実が創業した日本新聞社に入社し、記者として活躍した。社長が伊藤欽亮に交代した後もその任に当たる。